# Guerin-Verfahren
Das Guerin-Verfahren wird beim Umformen von Blechen durch Pressen verwendet. Im Gegensatz zu anderen Pressverfahren wird nur ein Halbwerkzeug (Patrize) verwendet. Die Aufgabe des zweiten Halbwerkzeuges übernimmt ein elastisches Wirkmedium, wie eine Fluidzelle oder ein Gummikissen, das unter großem Druck das Werkstück um bzw. in das Halbwerkzeug presst und dabei die Form des Halbwerkzeuges annimmt. Da das Halbwerkzeug in vielen Fällen kostengünstig aus Pressholz hergestellt werden kann, eignet sich dieses Verfahren besonders für die Kleinserien- und Prototypenfertigung.
Das Verfahren ist angeblich nach dem französischen Kupferstecher Christophe Guérin (1758–1831) benannt, der es verwendet und verfeinert haben soll.